# Böhmische Mauer

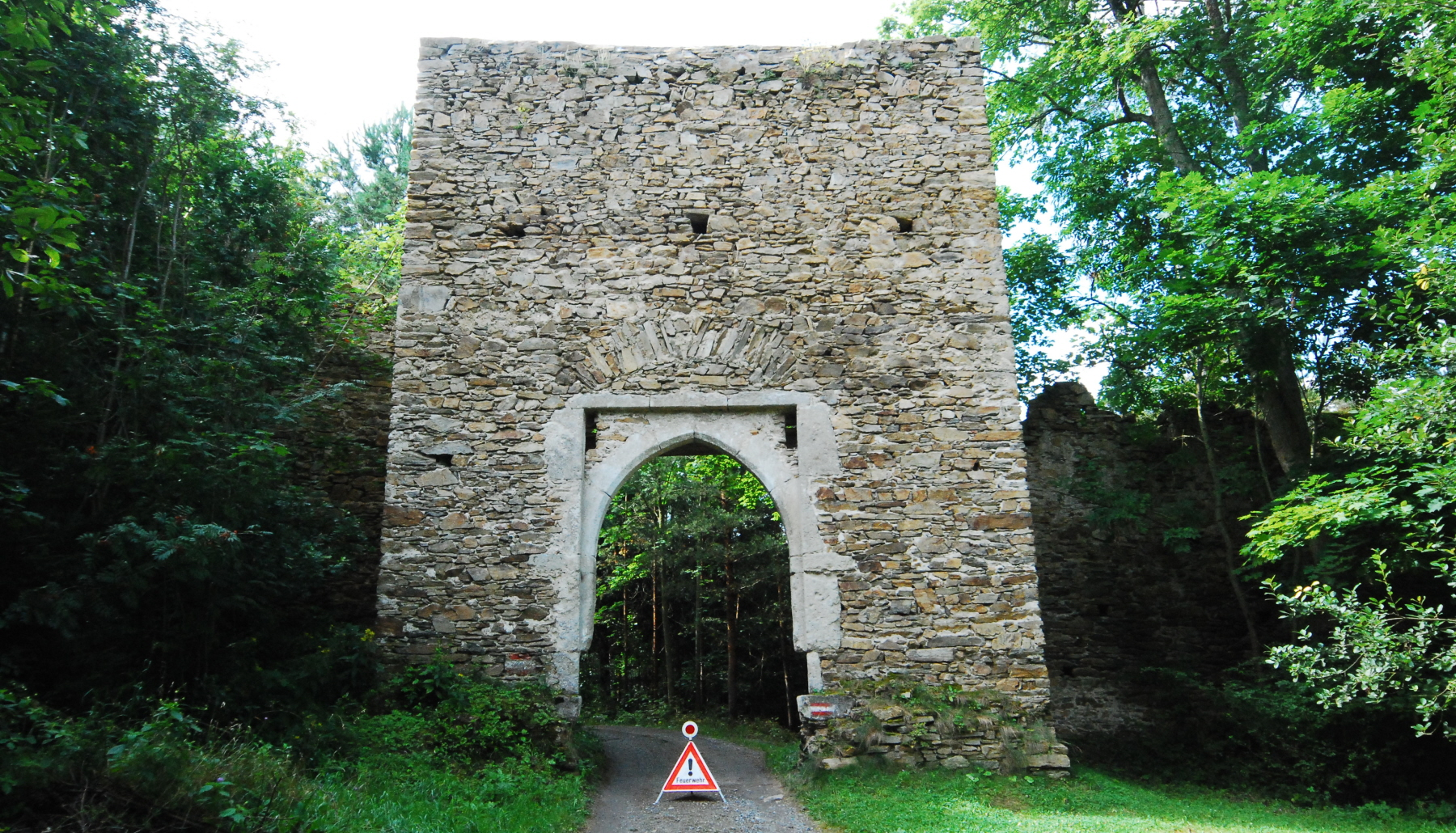
Das Tor in der Böhmischen Mauer

Die Böhmische Mauer ist eine Befestigungsanlage nördlich der Burgruine Kollmitz zwischen den Ortschaften Kollmitzgraben und Kollmitzdörfl. Als vorgeschobene Verteidigungseinrichtung ist diese Sperrmauer in Österreich einzigartig und steht unter Denkmalschutz (Listeneintrag).

## Geschichte
Die damalige Burg Kollmitz wurde am nördlichen Ufer der Thaya zum Schutz gegen Einfälle aus Böhmen errichtet. Dadurch verlor jedoch die Thaya ihre Schutzwirkung. Außerdem lag die Burg tiefer als das Aufmarschgelände des von Norden erwarteten Feindes.
Um nach der Einführung von schweren Feuerwaffen diesen Standortnachteil auszugleichen, wurde um 1450 in einer Entfernung von 300 bis 400 Metern eine Mauer errichtet, welche den Mäander der Thaya, auf dem die Burg errichtet wurde, abschnitt.
Die Böhmische Mauer ist über 100 Meter lang und ungefähr 5 Meter hoch. An der der Burg zugewandten Seite befand sich ein Wehrgang, die Verteidiger fanden hinter rechteckigen Zinnen Schutz. Verstärkt wurde die Mauer durch zwei Türme an ihren Enden und einem Torturm, durch welchen der Weg von Kollmitzgraben nach Kollmitzdörfl führt. Die vorspringenden Türme haben einen beinahe quadratischen Grundriss und sind an ihrer Rückseite offen. Der Torturm verfügt über ein abgefastes Spitzbogentor und war mit einer Zugbrücke ausgestattet. Die Mauer hatte rein defensiven Charakter, da sie zwar Schutz vor feindlicher Artillerie bot, aber keine Möglichkeit vorgesehen war, selbst Artillerie zum Einsatz zu bringen.
Bekannt ist lediglich ein einziger Angriff, dem die Böhmische Mauer standhalten musste. Ein Angriff des späteren böhmischen Königs Georg von Podiebrad im Jahr 1451 wurde bereits hier gestoppt.

### Sage
Einer Sage zufolge bat der Burgherr den Teufel um seine Hilfe, um die Böhmische Mauer innerhalb von sieben Tagen zu errichten. Als der Teufel nach der termingerechten Fertigstellung des Bauwerks wie vereinbart den Auftraggeber in die Hölle verschleppen wollte, weigerte sich dieser und klammerte sich so fest am Tor fest, dass seine Finger in dem Stein Abdrücke hinterließen.
Bis vor wenigen Jahren gab es tatsächlich fünf Vertiefungen, die in ihrer Größe und Lage zueinander von Fingern hätten stammen können. Durch Fahrzeuge die am Tor anstreiften und dieses beschädigten, wurden diese „Fingerabdrücke“ allerdings zerstört.